# ワスプ・スター
『ワスプ・スター』（原題: Wasp Star / Apple Venus Volume 2）は、2000年に「Idea Records」からリリースされたXTCの12作目となるスタジオ・アルバム。レコーディングは1999年4月から12月にアイデア・スタジオ (Idea Studios) とチッピング・ノース・スタジオ (Chipping Norton Studios)にて行われた。バンドが立ち上げた「Cooking Vinyl」傘下のレーベル「Idea Records」からのリリース第2弾。現時点でXTC最後のアルバム。

## 収録曲
| #   | タイトル                                       | 作詞・作曲     | 時間 |
| --- | ---------------------------------------------- | -------------- | ---- |
| 1.  | 「Playground」                                 | Andy Partridge | 4:17 |
| 2.  | 「Stupidly Happy」                             | Andy Partridge | 4:13 |
| 3.  | 「In Another Life」                            | Colin Moulding | 3:35 |
| 4.  | 「My Brown Guitar」                            | Andy Partridge | 3:51 |
| 5.  | 「Boarded Up」                                 | Colin Moulding | 3:23 |
| 6.  | 「I'm the Man Who Murdered Love」              | Andy Partridge | 3:44 |
| 7.  | 「We're All Light」                            | Andy Partridge | 4:39 |
| 8.  | 「Standing in for Joe」                        | Colin Moulding | 3:42 |
| 9.  | 「Wounded Horse」                              | Andy Partridge | 4:11 |
| 10. | 「You and the Clouds Will Still be Beautiful」 | Andy Partridge | 4:18 |
| 11. | 「Church of Women」                            | Andy Partridge | 5:06 |
| 12. | 「The Wheel and the Maypole」                  | Andy Partridge | 5:55 |

## レコーディング・メンバー

### XTC
- アンディ・パートリッジ (Andy Partridge) - ボーカル、ギター
- コリン・モールディング (Colin Moulding) - ボーカル、ベース、ハーモニカ 「In Another Life」、ギター 「Boarded Up」

### 参加ミュージシャン
- キャロライン・デイル (Caroline Dale) - チェロ
- ニック・デイヴィス (NIck Davis) - キーボード
- サイモン・ガードナー (Simon Gardner) - フリューゲルホルン
- パトリック・キアーナン (Patrick Kiernan) - ヴァイオリン
- ピーター・レイル (Peter Lale) - ヴィオラ
- ホリー・パートリッジ (Holly Partridge) - バック・ボーカル 「Playground」
- プレイリー・プリンス (Prairie Prince) - ドラム (2–4、12)
- チャック・サボ (Chuck Sabo) - ドラム (1、6–11)
- ケイト・セント・ジョン (Kate St. John) - オーボエ
- マット・ヴォーン (Matt Vaughn) - プログラミング
- ギャヴィン・ライト (Gavyn Wright) - ヴァイオリン

### スタッフ
- ヘイドン・ベンドール (Haydn Bendall) - レコーディング・エンジニア
- ニック・デイヴィス (NIck Davis) - プロデュース、ミキシング、レコーディング・エンジニア
- サイモン・ドーソン (Simon Dawson) - ミックス・エンジニア
- アラン・ダグラス (Alan Douglas) - レコーディング・エンジニア
- バリー・ハモンド (Barry Hammond) - レコーディング・エンジニア
- ボブ・ラドウィック (Bob Ludwig) - マスタリング
- レナード・B・ジョンソン (Leonard B. Johnson) - A&Rコーディネート